# Jeorjos Altuwas
Jeorjos Altuwas (gr. Γεώργιος Αλτουβάς, Geṓrgios Altouvás; ur. 28 września 1973 w Atenach) – grecki duchowny rzymskokatolicki, arcybiskup metropolita Korfu–Zakintos–Kefalina i tym samym administrator apostolski wikariatu apostolskiego Salonik od 2021.

## Życiorys
Urodził się 28 września 1973 w Atenach. Ukończył szkoły podstawowe i średnie w sąsiedztwie Patissy, u Małych Braci Maryi. Studiował na Wydziale Teologicznym Apulii w Okręgowym Seminarium Duchownym im. Piusa XI w Molfetta (1992–1997), uzyskując licencjat z filozofii oraz teologii, a także uczęszczał do Papieskiego Instytutu Duchowości Teresianum (1997–1999) w Rzymie, kończąc go również licencjatem. Święcenia prezbiteratu otrzymał 3 października 1998.
Po święceniach pełnił następujące funkcje: wikariusz i proboszcz kilku parafii, członek Kolegium Konsultorów, sędzią trybunału kościelnego w Atenach i dyrektor krajowych Papieskich Stowarzyszeń Misyjnych, proboszcz katedry św. Dionizego Areopagity w latach 2015–2020.
14 września 2020 papież Franciszek mianował go arcybiskupem metropolitą Korfu–Zakintos–Kefalina i tym samym administratorem apostolskim wikariatu apostolskiego Salonik. Pierwotnie święcenia biskupie miały odbyć się 14 listopada 2020 w areńskiej katedrze św. Dionizego Areopagity, natomiast ingres do katedry św. Jakuba i Krzysztofa w Korfu, miał odbyć 22 listopada 2020. Jednakże daty uroczystości zostały przesunięte i ostatecznie święcenia otrzymał 7 lutego 2021. Głównym konsekratorem był Sewastianos Rosolatos, arcybiskup ateński, zaś współkonsekratorami byli arcybiskup Savio Hon Tai-Fai, nuncjusz apostolski w Grecji, i Nikolaos Foskolos, emerytowany arcybiskup ateński. Jako zawołanie biskupie przyjął słowa „Ut unum sint” (Aby byli jedno). Ingres natomiast odbył 14 lutego 2021.